# Universo Cinematográfico Marvel: Fase Um
A Fase Um do Universo Cinematográfico da Marvel (MCU) é uma série de filmes de super-heróis americanos produzidos pela Marvel Studios com base em personagens que aparecem em publicações da Marvel Comics. A fase começou em 2008 com o lançamento de Iron Man e foi concluída em 2012 com o lançamento de The Avengers da Marvel. Kevin Feige produziu todos os filmes da fase, ao lado da Avi Arad em Iron Man e The Incredible Hulk, com Gale Anne Hurd também produzindo The Incredible Hulk. Os seis filmes da fase arrecadaram mais de 3,8 bilhões de dólares nas bilheterias globais e receberam uma crítica geral positiva e uma resposta pública.
Samuel L. Jackson apareceu mais na fase, estrelando ou fazendo aparições em cinco filmes da Fase Um, enquanto os atores dos Vingadores - Robert Downey Jr., Chris Evans, Mark Ruffalo, Chris Hemsworth, Scarlett Johansson e Jeremy Renner - assinaram contratos para estrelar vários filmes. A Marvel Studios criou três curtas-metragens para o Marvel One-Shots para expandir o MCU, enquanto cada um dos filmes recebeu adaptações de histórias em quadrinhos e jogos eletrônicos associados. A Fase Um, junto com a Fase Dois e a Fase Três, constituem a Saga do Infinito.

## Desenvolvimento
A Marvel ganhou os direitos do filme do Homem de Ferro em novembro de 2005 da New Line Cinema. Em fevereiro de 2006, a Marvel anunciou que ganhou os direitos do filme do Hulk da Universal, em troca de deixar a Universal possuir os direitos de distribuição de The Incredible Hulk e o direito de primeira recusa em obter os direitos de distribuição de qualquer futuro  filme da Marvel sobre o Hulk a ser produzido pelos estúdios. Em abril de 2006, Thor foi anunciado para ser uma produção da Marvel Studios. Logo depois, a Lions Gate Entertainment abandonou o projeto da Viúva Negra no qual vinha trabalhando desde 2004, devolvendo os direitos à Marvel.
Kevin Feige foi nomeado presidente de produção da Marvel Studios em março de 2007 quando o Iron Man começou a ser filmado. Após o bem-sucedido fim de semana de abertura do filme em maio de 2008, a Marvel anunciou que Iron Man 2 seria lançado em 30 de abril de 2010, seguido por Thor em 4 de junho de 2010, The First Avenger: Captain America em 6 de maio de 2011, e o filme The Avengers em 15 de julho de 2011, que contaria com Homem de Ferro, Hulk, Capitão América e Thor. Em março de 2009, a Marvel ajustou sua programação de lançamento, movendo Thor primeiro para 17 de junho de 2011 e depois em 20 de maio de 2011, The First Avenger: Captain America para 22 de julho de 2011, e The Avengers para 4 de maio, 2012.
Em janeiro de 2010, a data de lançamento de Thor mudou mais uma vez, para 6 de maio de 2011. Naquele mês de abril, a Marvel mudou o título de The First Avenger: Captain America para Captain America: The First Avenger. Em 18 de outubro de 2010, Walt Disney Studios Motion Pictures adquiriu os direitos de distribuição de The Avengers, da Paramount Pictures, com o logotipo da Paramount e crédito remanescente nos filmes e em 2 de julho de 2013, a Disney comprou os direitos de distribuição para Iron Man, Iron Man 2, Thor e Captain America: The First Avenger, da Paramount. A apresentação de Edgar Wright para Ant-Man em 2006 ajudou a moldar os primeiros filmes do Universo Cinematográfico da Marvel. Feige disse que parte do MCU foi alterado para "acomodar esta versão" do filme, já que essa versão "ajudou a ditar o que fizemos com a lista de Vingadores pela primeira vez. Foi um pouco dos dois em termos de sua ideia para a história de Ant-Man influenciando o nascimento do MCU nos primeiros filmes que levaram a The Avengers."

## Filmes
| Filme                              | Data de lançamento  | Diretor(es)     | Roteirista(s)                                        | Produtor(es)                           |
| ---------------------------------- | ------------------- | --------------- | ---------------------------------------------------- | -------------------------------------- |
| Iron Man                           | 02 de maio de 2008  | Jon Favreau     | Mark Fergus e Hawk Ostby, Art Marcum e Matt Holloway | Avi Arad e Kevin Feige                 |
| The Incredible Hulk                | 13 de junho de 2008 | Louis Leterrier | Zak Penn                                             | Avi Arad, Gale Anne Hurd e Kevin Feige |
| Iron Man 2                         | 07 de maio de 2010  | Jon Favreau     | Justin Theroux                                       | Kevin Feige                            |
| Thor                               | 06 de maio de 2011  | Kenneth Branagh | Ashley Edward Miller, Zack Stentz e Don Payne        | Kevin Feige                            |
| Captain America: The First Avenger | 22 de julho de 2011 | Joe Johnston    | Christopher Markus e Stephen McFeely                 | Kevin Feige                            |
| The Avengers                       | 04 de maio de 2012  | Joss Whedon     | Joss Whedon                                          | Kevin Feige                            |

### Homem de Ferro(2008)

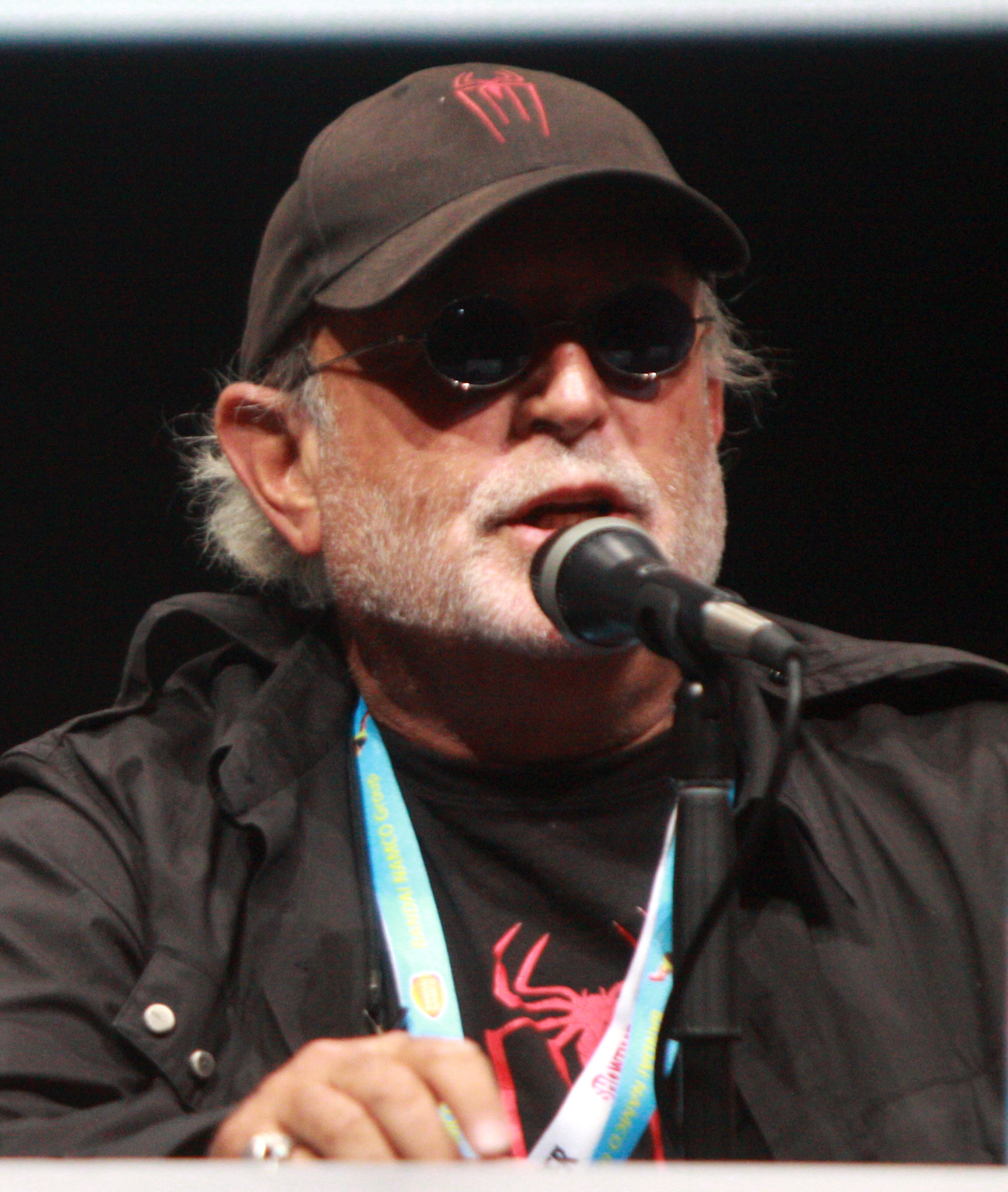
Avi Arad, que ajudou a garantir o financiamento inicial, produziu Iron Man e The Incredible Hulk

O empresário armamentista Tony Stark é sequestrado por terroristas no Afeganistão. Após escapar de seus captores usando uma armadura, decide criar novas versões desse artefato para combater o crime.
Em abril de 2006 a Marvel contratou Jon Favreau para dirigir um filme do Homem de Ferro. Favreau e John August combinaram dois roteiros feitos pelas duplas Arthur Marcum e Matt Holloway, e Mark Fergus e Hawk Ostby. Em setembro, Robert Downey, Jr. assinou para o papel principal. A produção foi rodada entre março e junho de 2007 na Califórnia e Las Vegas. O filme já incluía duas citações a um futuro universo, uma cena pós-créditos com Samuel L. Jackson como Nick Fury, e o escudo do Capitão América no fundo de uma cena (inicialmente inserido como piada por um artista de efeitos da Industrial Light & Magic, mas que Favreau optou por deixar no filme pronto). O filme estreou em abril de 2008.

### O Incrível Hulk(2008)
Após ser atacado em seu refúgio no Rio de Janeiro por um destacamento militar liderado por Emil Blonsky, Bruce Banner volta aos Estados Unidos tentando descobrir como reverter a mutação que o transforma no Hulk. No meio-tempo revê sua amada Betty Ross, enquanto é perseguido por seu pai, general Ross.
Em janeiro de 2006, com o prazo para a Universal Studios fazer uma continuação para Hulk (2003) tendo estourado, a Marvel reclamou os direitos de adaptação do personagem. A Universal ainda distribuiria o filme, a ser dirigido por Louis Leterrier, que havia antes expressado interesse em Iron Man. Zak Penn escreveu um roteiro, mais tarde retrabalhado por Edward Norton, que havia sido escalado para interpretar Bruce Banner, o alterego do Hulk. Filmagens começaram em julho de 2007, com locações primariamente em Toronto, mais uma semana em Nova York e duas no Rio de Janeiro. Novamente foi inserida uma citação aos outros heróis da Marvel, com Downey fazendo uma aparição como Tony Stark na cena final, e na abertura alternativa incluída no DVD o Hulk passando sobre o corpo congelado do Capitão América no Ártico.

### Homem de Ferro 2(2010)

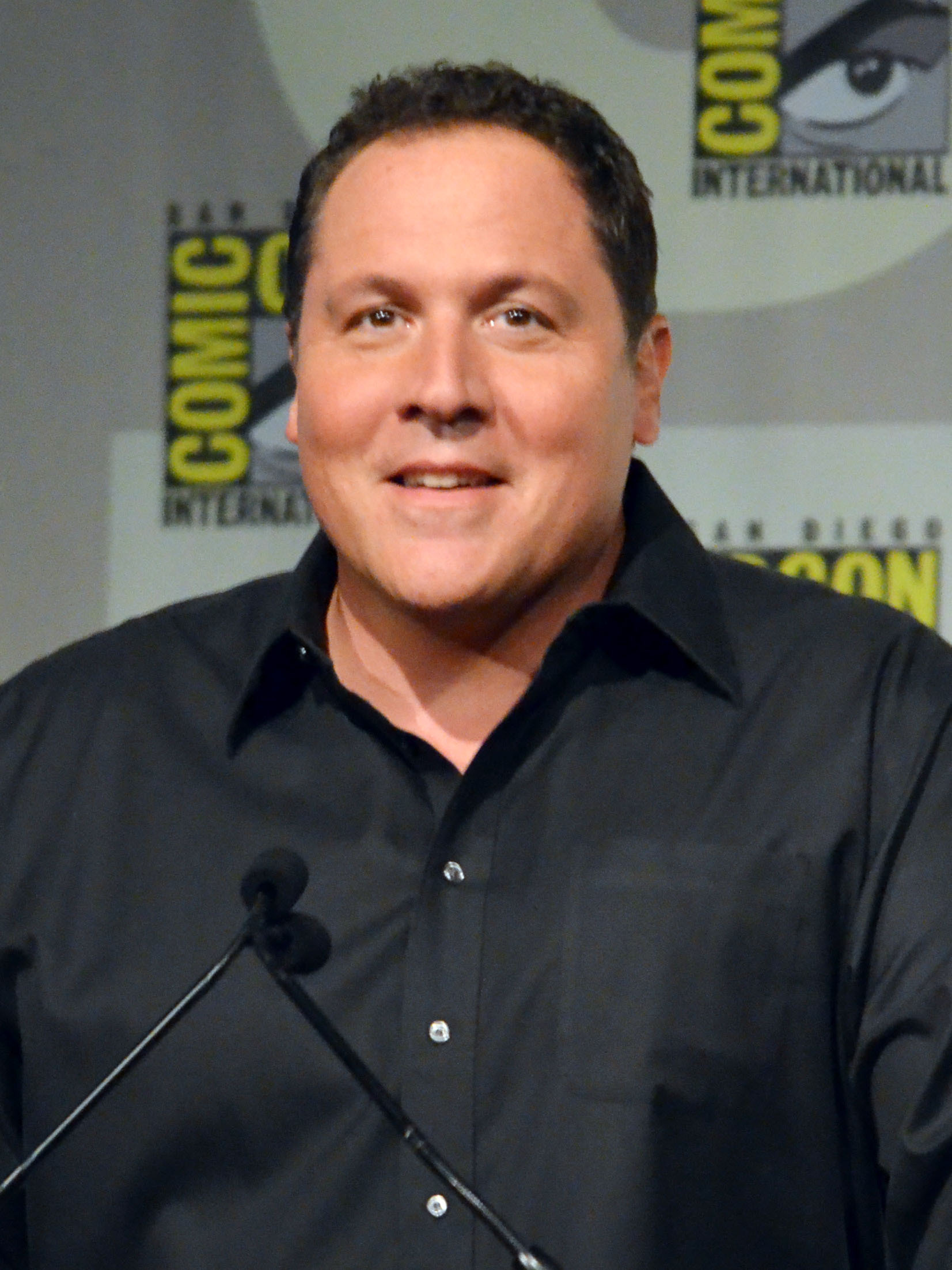
Jon Favreau, diretor de Iron Man e Iron Man 2, ajudou a estabelecer o conceito de universo compartilhado com sua inclusão de Samuel L. Jackson em uma cena pós-créditos do primeiro filme

Tony Stark se vê às voltas com vários problemas: o Congresso quer as armaduras do Homem de Ferro entregues ao exército; o eletroímã no peito de Stark está o envenenando lentamente; e o cientista russo Ivan Vanko cria replicações das tecnologias de Stark em busca de vingança, eventualmente se associando a outro armamentista, Justin Hammer.
Imediatamente após a abertura bem-sucedida de Iron Man em Maio de 2008, a Marvel começou a trabalhar na continuação. Em Julho, Favreau assinou para a sequência, bem como o roteirista Justin Theroux, que usaria uma história feita por Favreau e Downey. Em Outubro, Downey assinou um contrato para mais três filmes como Tony Stark, e no começo de 2009 Jackson fechou para mais nove aparições como Nick Fury, e o elenco viu a adição de Scarlett Johansson, que assinou para interpretar a Viúva Negra em vários filmes. A produção foi filmada entre Abril e Julho de 2009, com a Califórnia novamente sendo a locação primária, com cenas também em Mônaco. O escudo do Capitão América aparece novamente, e a cena final com Stark visitando a S.H.I.E.L.D. continha citações que iam a cenas de The Incredible Hulk no monitor a um mapa com locais ligados a vários heróis da Marvel (como uma seta na África, origem do Pantera Negra) e uma cena pós-créditos em que Mjolnir, o martelo de Thor, era encontrado em uma cratera.

### Thor(2011)
O príncipe asgardiano Thor é banido para a Terra sem seus poderes por seu pai, Odin, após reavivar uma guerra. Enquanto Thor tenta recuperar seu martelo Mjolnir da custódia da agência S.H.I.E.L.D., seu irmão Loki está tramando para tomar o trono de Asgard.
Após os direitos de Thor serem reconquistados da Sony Pictures em Abril de 2006, Mark Protosevich foi contratado para o roteiro. Em Agosto de 2007, Matthew Vaughn assinou para dirigir o filme, mas eventualmente saiu com o fim de seu contrato em Maio de 2008, quando Protosevich foi chamado para retrabalhar seu texto. Em Setembro, Kenneth Branagh entrou em negociações para dirigir. Em Maio de 2009, o australiano Chris Hemsworth foi escalado para interpretar Thor, com o inglês Tom Hiddleston como o irmão e arqui-inimigo Loki. Ambos tinham um contrato para várias aparições. A produção começou em Janeiro de 2010 em Los Angeles, se mudando para o Novo México em Março. O filme marcou a terceira aparição de Clark Gregg como o agente da S.H.I.E.L.D. Phil Coulson após os filmes do Homem de Ferro, bem como uma breve aparição de Jeremy Renner como o Gavião Arqueiro (Renner havia assinado para The Avengers, e entrou no filme porque Branagh queria um observador na cena em que Thor invadia o campo da S.H.I.E.L.D.). Novamente a cena pós-créditos puxava o filme seguinte com o cientista Erik Selvig (Stellan Skarsgård) encontrando Nick Fury, que mostra a ele um cubo cósmico. A cena foi dirigida pelo realizador de The Avengers, Joss Whedon, e segundo Skarsgård foi incluída de última hora após ele concordar em voltar em The Avengers.

### Capitão América: O Primeiro Vingador(2011)
Durante a Segunda Guerra Mundial, o franzino Steve Rogers se transforma em um soldado musculoso após ser injetado por um soro experimental. Sob a alcunha de "Capitão América", Rogers é enviado para a frente da Europa ocidental para combater o nazista dissidente Johann Schmidt e sua organização Hidra.
Em abril de 2006 David Self foi contratado para escrever um filme do Capitão América. Em novembro de 2008 Joe Johnston assinou para dirigir, e chamou Christopher Markus e Stephen McFeely para retrabalhar o roteiro. Em março de 2010, Chris Evans foi escalado como o herói e Hugo Weaving como o vilão Caveira Vermelha. Filmagens começaram em Junho no Reino Unido, com mais uma cena filmada na Times Square de Nova York. Além do cubo da cena pós-créditos de Thor, no filme referido como "Tesseract", Dominic Cooper interpretava o pai de Tony Stark, Howard Stark, e Samuel L. Jackson reaparecia como Nick Fury na cena final. Um breve teaser de The Avengers seguia os créditos de The First Avenger.

### Os Vingadores(2012)
Loki rouba o Tesseract da S.H.I.E.L.D. para liderar uma invasão extraterrestre. O único modo de detê-lo é com a força combinada de todos os heróis - Homem de Ferro, Hulk, Thor, Capitão América, e os agentes da S.H.I.E.L.D. Viúva Negra e Gavião Arqueiro - na iniciativa Vingadores.
Em junho de 2007 o roteirista de The Incredible Hulk, Zak Penn, foi contratado para escrever um roteiro de The Avengers, mais tarde refeito por Joss Whedon quando assinou para dirigir em Abril de 2010. Como Edward Norton não voltaria, Mark Ruffalo foi escalado como Bruce Banner em Julho. Em Outubro, a Walt Disney Company, companhia-mãe da Marvel desde 2009, concordou em pagar à Paramount US$115 milhões para distribuir Iron Man 3 e The Avengers, embora a Paramount ganharia uma parcela do faturamento e seria creditada pela distribuição.  As filmagens começaram em Abril de 2011 no Novo México, antes de ir para Cleveland em Agosto e Nova York em Setembro. Whedon não queria personagens dos filmes individuais, mas Downey convenceu-o a incluir a esposa de Tony Stark e presidente das Indústrias Stark, Pepper Potts (Gwyneth Paltrow). A Disney e a Sony pensaram em incluir a torre da OsCorp, de The Amazing Spider-Man, no fundo das tomadas em Manhattan, mas não foi possível pois o desenho da torre só ficou pronto quando os modelos digitais da cidade estavam concluídos. O supervilão Thanos fez aparição em uma cena pós-créditos, interpretado por Damion Poitier.

## Recepção

### Bilheterias
| Filme                              | Data de lançamento nos EUA | Arrecadação          | Arrecadação            | Arrecadação    | Ranking geral | Ranking geral | Orçamento    | Ref.   |
| Filme                              | Data de lançamento nos EUA | Bilheteria doméstica | Bilheteria no exterior | Total          | EUA e Canadá  | Mundial       | Orçamento    | Ref.   |
| ---------------------------------- | -------------------------- | -------------------- | ---------------------- | -------------- | ------------- | ------------- | ------------ | ------ |
| Iron Man                           | 2 de maio de 2008          | $319,034,126         | $266,762,121           | $585,366,247   | 74            | 170           | $140 milhões | [ 67 ] |
| The Incredible Hulk                | 13 de junho de 2008        | $134,806,913         | $129,964,083           | $264,770,996   | 454           | 573           | $150 milhões | [ 68 ] |
| Iron Man 2                         | 7 de maio de 2010          | $312,433,331         | $311,500,000           | $623,933,331   | 80            | 151           | $200 milhões | [ 69 ] |
| Thor                               | 6 de maio de 2011          | $181,030,624         | $268,295,994           | $449,326,618   | 257           | 256           | $150 milhões | [ 70 ] |
| Captain America: The First Avenger | 22 de julho de 2011        | $176,654,505         | $193,915,269           | $370,569,774   | 273           | 348           | $140 milhões | [ 71 ] |
| The Avengers                       | 4 de maio de 2012          | $623,357,910         | $895,457,605           | $1,518,815,515 | 8             | 8             | $220 milhões | [ 72 ] |
| Total                              | Total                      | $1,746,887,409       | $2,065,892,545         | $3,812,779,954 | -             | -             | $1 bilhão    |        |

### Recepção da Crítica
| Filme                              | Rotten Tomatoes    | Metacritic       |
| ---------------------------------- | ------------------ | ---------------- |
| Iron Man                           | 94% (279 críticas) | 79 (38 críticas) |
| The Incredible Hulk                | 67% (236 críticas) | 61 (38 críticas) |
| Iron Man 2                         | 72% (301 críticas) | 57 (40 críticas) |
| Thor                               | 77% (287 críticas) | 57 (40 críticas) |
| Captain America: The First Avenger | 80% (271 críticas) | 66 (43 críticas) |
| The Avengers                       | 91% (359 críticas) | 69 (43 críticas) |